# Flynn Southam
Flynn Zareb Southam (* 5. Juni 2005 in Murdoch, Perth, Western Australia) ist ein australischer Schwimmer. Er gewann bei Olympischen Spielen eine Silber- und eine Bronzemedaille. Bei Weltmeisterschaften erschwamm er bis 2024 zweimal Gold und einmal Bronze auf der 50-Meter-Bahn sowie einmal Gold, dreimal Silber und einmal Bronze auf der 25-Meter-Bahn. Bei Commonwealth Games erkämpfte er drei Goldmedaillen.

## Sportliche Karriere
Southam studierte 2024 Psychologie an der Bond University in Gold Coast, Queensland, und schwamm für die Sportabteilung seiner Universität.
Im Mai 2022 wurde Southam bei den australischen Meisterschaften Dritter über 100 Meter Freistil und Vierter über 50 Meter und 200 Meter Freistil. Bei den Commonwealth Games in Birmingham gewann die australische 4-mal-100-Meter-Freistilstaffel in der Besetzung Flynn Southam, Zac Incerti, William Yang und Kyle Chalmers. Die 4-mal-200-Meter-Freistilstaffel siegte mit Elijah Winnington, Flynn Southam, Zac Incerti und Mack Horton. Eine weitere Goldmedaille erhielt Southam für seinen Vorlaufeinsatz in der 4-mal-100-Meter-Mixed-Freistilstaffel. Einen Monat später siegte Southam bei den Panpazifischen Juniorenmeisterschaften auf den drei kurzen Freistildistanzen. Mit den Staffeln gewann er einmal Gold und zweimal Silber. Ende des Jahres bei den Kurzbahnweltmeisterschaften in Melbourne gewann Southam in den verschiedenen Staffelwettbewerben einmal Gold, dreimal Silber und einmal Bronze.
2023 bei den Weltmeisterschaften in Fukuoka siegte die 4-mal-100-Meter-Freistilstaffel mit Jack Cartwright, Flynn Southam, Kai Taylor und Kyle Chalmers, Matthew Temple erhielt Gold für seinen Einsatz im Vorlauf. In der 4-mal-200-Meter-Freistilstaffel wurden Kai Taylor, Kyle Chalmers, Alexander Graham und Thomas Neill Dritte, hier schwammen Flynn Southam und Elijah Winnington im Vorlauf. Eine Goldmedaille gewann die 4-mal-100-Meter-Mixed-Freistilstaffel mit Jack Cartwright, Kyle Chalmers, Shayna Jack und Mollie O’Callaghan. Im Vorlauf waren Flynn Southam, Madison Wilson und Meg Harris dabei. Im September 2023 bei den Juniorenweltmeisterschaften siegte Southam über 200 Meter Freistil, über 50 Meter Freistil wurde er Zweiter. Hinzu kamen je einmal Gold, Silber und Bronze mit den Staffeln.
2024 wurde Southam australischer Meister über 200 Meter Freistil. Bei den Olympischen Spielen in Paris erreichte die 4-mal-100-Meter-Freistilstaffel mit Jack Cartwright, William Yang, Flynn Southam und Kyle Chalmers das Finale mit der zweitschnellsten Vorlaufzeit. Im Finale siegte das Quartett aus den Vereinigten Staaten mit einer Sekunde Vorsprung vor Cartwright, Southam, Kai Taylor und Chalmers. In der 4-mal-200-Meter-Freistilstaffel waren Kai Taylor, Zac Incerti, Flynn Southam und Thomas Neill im Vorlauf die Viertschnellsten. Im Endlauf schwammen Maximillian Giuliani, Flynn Southam, Elijah Winnington und Thomas Neill auf den dritten Platz hinter den Briten und der US-Staffel.